# Википедија на цинцарском језику
Википедија на цинцарском језику (још Википедија на аромунском, македороманском језику) је верзија Википедије на цинцарском језику, слободне енциклопедије, која данас има преко 54.000 чланака и заузима на листи Википедија 46. место.